# Hôpital Chinois de Montréal
Hôpital Chinois de Montréal is een ziekenhuis in Montreal, Canada. Het ligt in Montreal Chinatown. Dit ziekenhuis werd in 1919 of 1920 gesticht in een voormalige synagoge aan de Rue De La Gauchetière numero 112. Vijfenveertig jaar later werd er door Chinese Canadezen geld ingezameld voor de bouw van een nieuw ziekenhuis. Vanaf de jaren zestig tot 1999 lag het ziekenhuis aan de Rue Saint-Denis. In 1999 werd het nieuwe gebouw geopend aan de Rue Viger. In 1966 werd het ziekenhuis lid van de Quebecse Ziekenhuizenassociatie, waardoor het sindsdien overheidsgeld krijgt ter ondersteuning.